# Flèche hesbignonne-Cras Avernas
La Flèche hesbignonne-Cras Avernas est une ancienne course cycliste belge. Créée en 1952. Elle été courue entre Cras-Avernas et Remouchamps. Elle a intégré l'UCI Europe Tour en 2005, en catégorie 1.2. Elle n'a plus été organisée depuis 2006.
Cette épreuve ne doit pas être confondue avec la Flèche hesbignonne courue entre Niel et Saint-Trond de 1951 à 1955.

## Palmarès
| Année | Vainqueur              | Deuxième               | Troisième            |
| ----- | ---------------------- | ---------------------- | -------------------- |
| 1952  | Constant Verschueren   | Jan Zagers             | Edgard Sorgeloos     |
| 1953  | Alois De Hertog        | Bim Diederich          | Edward Peeters       |
| 1954  | Jan Zagers             | Lucien Huybrechts      | Edward Peeters       |
| 1955  | Rik Luyten             | Ernest Sterckx         | Willy Vannitsen      |
| 1956  | Lode Anthonis          | Guillaume Hendrickx    | Pierre Machiels      |
| 1957  | Frans Schoubben        | Jan Zagers             | Jozef Planckaert     |
| 1958  | Francis Kemplaire      | Leopold Schaeken       | Jos Verachtert       |
| 1959  | Jos Verachtert         | Louis Proost           | Frans Aerenhouts     |
| 1960  | Joseph Schils          | Laurent Christiaens    | Guillaume Michiels   |
| 1961  | Jan Adriaenssens       | Eddy Pauwels           | Jef Lahaye           |
| 1962  | Joseph Schils          | Piet Damen             | Laurent Christiaens  |
| 1963  | Rik Luyten             | Ferdinand Bracke       | Theo Nijs            |
| 1964  | Non-disputé            |                        |                      |
| 1965  | Leo Knops              | Romain Robben          | Reindert de Jong     |
| 1966  | Herman Van Springel    | Joseph Spruyt          | Roger Swerts         |
| 1967  | Herman Van Springel    | Noël De Pauw           | Herman Vrancken      |
| 1968  | Michael Wright         | Roger Blockx           | Jozef Huysmans       |
| 1969  | Alfons De Bal          | Jan Boonen             | Christian Callens    |
| 1970  | Frans Verbeeck         | Joseph Bruyère         | Pieter Nassen        |
| 1971  | Ferdinand Bracke       | Julien Stevens         | Eddy Schutz          |
| 1972  | Georges Van Coningsloo | Joseph Van Olmen       | Georges Barras       |
| 1973  | Julien Van Lint        | Georges Van Coningsloo | Antoon Houbrechts    |
| 1974  | Gustaaf Van Roosbroeck | Roger Loysch           | Romain Maes          |
| 1975  | Jacques Martin         | Léon Thomas            | Georges Pintens      |
| 1976  | Ludo Peeters           | Willem Peeters         | Marcel Laurens       |
| 1977  | Alfons De Bal          | Herman Van Springel    | Victor Van Schil     |
| 1978  | Frans Van Vlierberghe  | Jacques Martin         | Eddy Vanhaerens      |
| 1979  | Alfons De Bal          | Christian Dumont       | Gery Verlinden       |
| 1980  | Jean Van der Stappen   | Dudley Hayton          | André Verbraecken    |
| 1981  | Gregor Braun           | Eddy Planckaert        | Louis Luyton         |
| 1982  | René Martens           | Pierrot Cuypers        | Luc Colijn           |
| 1983  | Patrick Versluys       | Michel Dernies         | Gérard Veldscholten  |
| 1984  | Jos Jacobs             | William Tackaert       | Alfons De Wolf       |
| 1985  | Gery Verlinden         | Patrick Toelen         | Dirk Demol           |
| 1986  | Johan Delathouwer      | Dirk De Wolf           | Martin Durant        |
| 1987  | René Martens           | Erik Vanderaerden      | Marc Seynaeve        |
| 1988  | Stephan Van Leeuwe     | Koen Vekemans          | Carlo Bomans         |
| 1989  | Jan Bogaert            | Etienne De Wilde       | Bruno Geuens         |
| 1990  | Søren Lilholt          | Yves Godimus           | Hendrik Redant       |
| 1991  | Wilfried Nelissen      | Michel Cornelisse      | Konstantin Khrabvzov |
| 1992  | Patrick Schoovaerts    | Johan Verstrepen       | Jan Mattheus         |
| 1993  | Nico Emonds            | Frank Corvers          | Jan Van Camp         |
| 1994  | Nico Emonds            | Johan Remels           | Jeroen Blijlevens    |
| 1995  | Wilfried Peeters       | Jelle Nijdam           | Frank Vandenbroucke  |
| 1996  | Marc Streel            | Johan Museeuw          | Stéphane Hennebert   |
| 1997  | Peter Verbeken         | Robbie Vandaele        | Erwin Thijs          |
| 1998  | Peter Verbeken         | Bert Roesems           | Michel Cornelisse    |
| 1999  | Wim Omloop             | Bart Heirewegh         | Donatas Virbickas    |
| 2000  | Michel Vanhaecke       | Marc Streel            | Bert Roesems         |
| 2001  | John Talen             | Oleg Pankov            | Jan Claes            |
| 2002  | Non-disputé            |                        |                      |
| 2003  | Erwin Thijs            | Geert Omloop           | Joseph Boulton       |
| 2004  | Rory Sutherland        | Geert Van Bondt        | Ludovic Capelle      |
| 2005  | Geert Verheyen         | Matthé Pronk           | Nico Sijmens         |
| 2006  | Erwin Thijs            | Johan Verstrepen       | Shinichi Fukushima   |